# The Prophet's Song
«The Prophet's Song» (en español «La canción del profeta») es una canción del álbum A Night at the Opera, interpretado por la banda de rock británica Queen en 1975.
La canción fue escrita por el guitarrista Brian May luego de haber tenido un sueño ocurrido cuando se estaba recuperando de una hepatitis, mientras grababan el álbum «Sheer Heart Attack».
La canción es un oscuro y potente número, con una influencia muy fuerte del rock progresivo. Dura 8 minutos y 21 segundos y es la canción más larga de Queen (sin contar el instrumental «Untitled» incluido en el álbum Made in Heaven de 1995).